# 遠藤雅洋
遠藤 雅洋（えんどう まさひろ、1993年9月27日 - ）は、神奈川県出身の元社会人野球選手（内野手）。

## 経歴
東海大学付属相模中学校（現在の東海大学付属相模高等学校中等部）時代は横浜瀬谷ボーイズでプレー。
高校は福島県の聖光学院高等学校に進学。同級生には歳内宏明がいる。自身は4番・一塁として歳内らとともに過去最高のベスト8に貢献した。高校在学時には東日本大震災を経験している。
高校卒業後は東都大学野球連盟の亜細亜大学に進学。2015年秋季リーグではMVPを獲得。東都大学通算本塁打は11本。
大学卒業後は社会人野球のHondaに入社。レギュラーとして活躍。2019年シーズンをもって現役を引退した。